# Banu Hilal
Banu Hilal (arab. بنو هلال) – konfederacja plemion arabskich, które przemieściły się z Arabii do Afryki Północnej w XI wieku na polecenie Fatymidów, by ukarać Zirydów za porzucenie szyizmu. Szybko pokonali Zirydów i mocno osłabili ich sąsiadów Hammadydów. Ich napływ stał się głównym czynnikiem językowej i kulturowej arabizacji Maghrebu oraz rozprzestrzeniania się nomadycznego stylu życia na obszarach, gdzie wcześniej dominowało rolnictwo.
Byli dowodzeni przez Abu Zajda al-Hilaliego. Ich dzieje są opisane w beletrystycznej formie w Taghribat Bani Hilal oraz w poetyckiej wersji w poezji Algierii, Tunezji i Egiptu.